# The Goddess (filme de 1958)
The Goddess (bra: A Deusa) é um filme estadunidense de 1958, do gênero drama, dirigido por John Cromwell, e estrelado por Kim Stanley e Lloyd Bridges.
Ainda que o roteirista Paddy Chayefsky e outros envolvidos na produção neguem, The Goddess é considerado uma biografia disfarçada de Marilyn Monroe. Mas há quem o veja menos como uma história sobre Hollywood, mas, sim, como a crônica do torvelinho criado na cabeça de uma jovem vulnerável, desesperada por encontrar na fama o reconhecimento que lhe foi negado na infância.
O filme marca a estreia no cinema de Kim Stanley, estrela da Broadway, e de Patty Duke.

## Sinopse
Em sua pequena cidade, Emily, órfã de pai e sem amigos, sonha com a fama no cinema. Quando atinge a adolescência, os rapazes ficam fascinados com sua sensualidade e Emily, sem maiores perspectivas, casa-se com John, um soldado alcoólatra, filho de um astro do cinema mudo. John é convocado para o front e Emily vai para Hollywood, onde consegue pequenos papéis sem importância. Quando a carreira começa a tomar vulto, aceita casar-se com Dutch, um boxeador fracassado e ciumento. De degrau em degrau, Emily atinge o topo, mas mal consegue disfarçar a angústia que o vazio de sua vida lhe traz. Além disso, John, que ela acreditava morto, reaparece e passa a assediá-la...

## Premiações
| Patrocinador                                  | Prêmio | Categoria                   | Situação  |
| --------------------------------------------- | ------ | --------------------------- | --------- |
| Academia de Artes e Ciências Cinematográficas | Oscar  | Melhor Roteiro Original     | Indicado  |
| National Board of Review                      | NBR    | Dez Melhores Filmes de 1958 | Escolhido |

## Elenco
| Ator/Atriz        | Personagem         |
| ----------------- | ------------------ |
| Kim Stanley       | Emily Ann Faulkner |
| Lloyd Bridges     | Dutch Seymour      |
| Steven Hill       | John Tower         |
| Betty Lou Holland | Mãe de Emily       |
| Joan Copeland     | Alice Marie        |
| Gerald Hiken      | George             |
| Patty Duke        | Emily criança      |
| Elizabeth Wilson  | Harding            |